# La Vie tendre et pathétique
Pour plus de détails, voir Fiche technique et Distribution.
La Vie tendre et pathétique (Leise flehen meine Lieder) est un film de Willi Forst, réalisé en 1933.

## Synopsis
Le jeune compositeur Franz Schubert doit mettre sa guitare en gage pour payer son loyer. Emmy, la fille du prêteur en gage, est si séduite par son allure simple et amicale qu'elle lui fait payer un montant plus élevé que l'instrument. Bientôt les deux jeunes gens se rapprochent. Le chef d'orchestre Antonio Salieri a entendu parler du talent de Schubert, lui fait passer un entretien et l'engage comme professeur assistant. Schubert est ensuite invité à une soirée pour les nouveaux talents organisée par madame Kinsky. Quand le Viennois présente sa Symphonie inachevée, au cours de son exécution, il lui vient soudainement à l'esprit plusieurs fins possibles qu'il présente dans sa ferveur immature. Le public se met à rire, Schubert est en colère et quitte la soirée.
Quelques jours plus tard, il est invité en tant que professeur au château en Hongrie de la comtesse Caroline Esterházy. Elle était présente à la soirée et s'excuse pour son comportement. La glace se brise, quand il la voit danser la csárdás un soir dans une auberge. Malgré leurs différences, ils veulent se marier. Le père de la comtesse refuse ce mariage. Lors du retour de Schubert à Vienne, Emmy qui l'attendait impatiemment est déçue quand elle trouve une lettre de Marie, la jeune sœur de Caroline, lui demandant de revenir en Hongrie.
Le vieux comte organise le mariage de Caroline avec un officier. Pendant la cérémonie, Schubert arrive au château. En cadeau, il offre sa symphonie avec son achèvement. Caroline s'évanouit. Après une discussion entre eux, Schubert jette sa fin et décide de revenir à Vienne.

## Fiche technique
- Titre original : Leise flehen meine Lieder
- Autre titre en français : La Symphonie inachevée
- Réalisation : Willi Forst
- Scénario : Walter Reisch, Willi Forst
- Musique : Willy Schmidt-Gentner d'après Franz Schubert
- Photographie : Albert Benitz, Franz Planer
- Montage : Viktor Gertler
- Décors : Julius von Borsody
- Costumes : Gerdago
- Pays d'origine :  Reich allemand
- Langue de tournage : allemand
- Producteurs : Karl Ehrlich, Gregor Rabinovitch
- Format : noir et blanc — 35 mm — 1.37:1 — monophonique
- Genre : drame
- Durée : 85 minutes
- Dates de sortie :
  - Troisième Reich : 8 septembre 1933
  - Autriche : 27 septembre 1933

## Distribution
- Hans Jaray : Franz Schubert
- Marta Eggerth : Caroline Esterházy
- Luise Ullrich : Emmy Passenter
- Hans Moser : Le père d'Emmy
- Otto Tressler : le comte Esterházy
- Gucki Wippel : Marie
- Raoul Aslan : Antonio Salieri
- Anna Kallina : Therese Agnes von Kisnky
- Blanka Glossy : Mme Huber, la logeuse de Schubert

## Production
Il s'agit du premier film de Willi Forst. Dedans jouent les Petits Chanteurs de Vienne, le Wiener Staatsoper et l'orchestre tzigane de Gyula Horvath.
Les plans extérieurs ont été faits à Dürnstein, dans la Wachau, Spitz et à Vienne.
Une version anglaise est produite en 1934. Hans Jaray et Marta Eggerth reprennent leurs rôles et Willi Forst partage la réalisation avec Anthony Asquith.

## Anecdotes
Dans le film Le Fils unique, le fils emmène sa mère au cinéma voir La Vie tendre et pathétique. C'est en regardant ce film au cinéma qu'Henri Betti décida de devenir compositeur de musique.

### Article annexe
- Liste des longs métrages allemands créés sous le nazisme